# سكوت بينتر
سكوت بينتر (بالإنجليزية: Scott Painter)‏ هو رائد أعمال أمريكي، ولد في 30 سبتمبر 1968 في سياتل في الولايات المتحدة.